# ハイ・オブ・セヴンティーファイヴ
ハイ・オブ・セヴンティーファイヴ（High of 75）は、アメリカ合衆国のロックバンド、リライアントKによる2006年のシングル。2004年にリリースされたアルバム、「ビー・マイ・エスケイプ (Mmhmm) 」からのシングルである。